# Автошлях О 020603
Автошля́х О 020603 (до 2019 року - Т 0230)  — автомобільний шлях місцевого значення у Вінницькій області. Пролягає територією Жмеринського та Вінницького районів через Браїлів—Рижавку—Тиврів. Загальна довжина — 35,5 км.

## Маршрут
Автошлях проходить через такі населені пункти:
| Автошлях Т 0242   |         |
| Вінницька область |         |
| Жмеринський район |         |
|                   | E583М21 |
| Браїлів           |         |
| Вінницький район  |         |
| Рижавка           |         |
| Ворошилівка       |         |
| Шершні            |         |
| Тиврів            | Т 0212  |